# 矢那川
矢那川（やながわ）は、千葉県木更津市を流れる二級河川。

## 地理
千葉県木更津市草敷付近に源を発し、丘陵部を西に流れる。途中、田高川などの支流の水などを合わせながら木更津市街を貫流しそのまま東京湾に注ぐ。

## 支流
- 田高川
- 鎌足川
- 平川

## 橋梁
上流部の小橋梁及び無名橋は省略する。

上流より
- 鎌足大橋（千葉県道23号木更津末吉線）
- 極楽橋（市道）
- 中野橋（市道）
- 鎌足学校橋（市道）
- 明石橋（市道）
- （橋）（館山自動車道）
- 高田橋（市道）
- 大清水橋（市道）
- 原田橋（市道）
- 原田大橋（千葉県道23号木更津末吉線）
- 平川橋（市道）
- 小関橋（市道）
- 太請橋（市道）
- 姫恋橋（市道）
- 新矢那川橋（国道16号）
- 白山橋（市道）
- 矢那川橋（千葉県道270号木更津袖ケ浦線）
- 昭和橋（市道）
- 大正橋（市道）
- 矢那川橋梁（JR内房線）
- 栄橋（市道）
- 白山橋（市道）
- 翠橋（市道）
- 證誠寺橋（市道）
- 富士見橋（市道）
- 矢那川橋（千葉県道90号木更津富津線）
- 富士見大橋（市道）

## 水質
近年の化学的酸素要求量（COD）の値の動き（測定場所はすべて富士見橋、値は公共用水域水質測定地点一覧（河川）107富士見橋による）
| 年度 | 平均COD(mg/L) |
| ---- | ------------- |
| 1998 | 5.9           |
| 1999 | 5.7           |
| 2000 | 5.9           |
| 2001 | 5.2           |
| 2002 | 5.5           |
| 2003 | 4.2           |
| 2004 | 4.3           |
| 2005 | 4.3           |
| 2006 | 5.0           |
| 2007 | 4.9           |
| 2008 | 5.0           |

## 矢那川ダム
- 河川:田高川（矢那川の支流）
- ダム形式:アースダム
- 着工年:1989年
- 完成年:1998年
- 用途:洪水調節等
- 堤高:29.3m
- 堤長:284.0m
- 堤体積:680,000m3
- 総貯水量:1,720,000m3
- 有効貯水量:1,600,000m3

かずさアカデミアパークを始めとする周辺の都市化による洪水防止のため設置された。